# Thủy cung Tây Úc

Thủy cung Tây Úc ( AQWA ) là một thủy cung thuộc sở hữu tư nhân ở Hillarys, Tây Úc. Nằm cách thành phố Perth khoảng 20 km (12 mi) về phía tây bắc, đây là một địa điểm tham quan phổ biến đối với khách du lịch cũng như người dân địa phương.

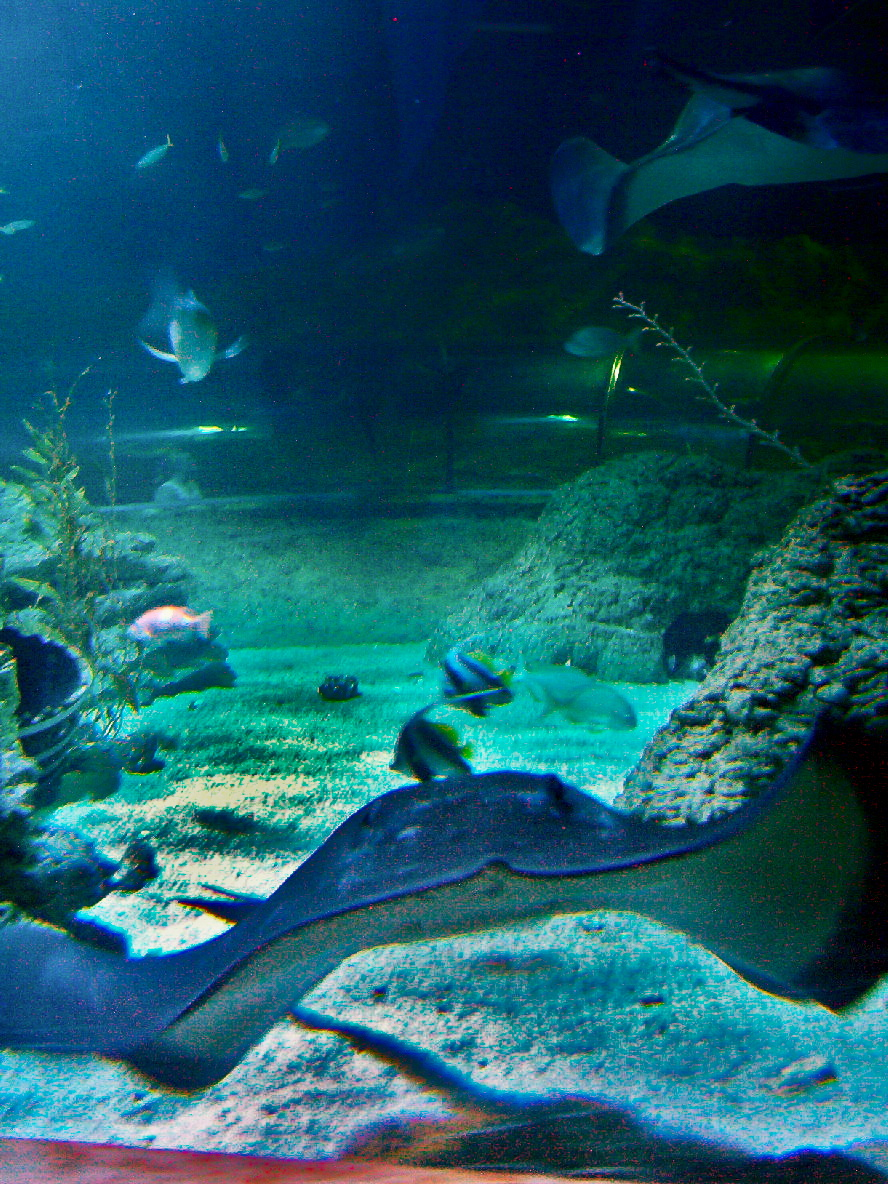
Cá đuối trong bể chính

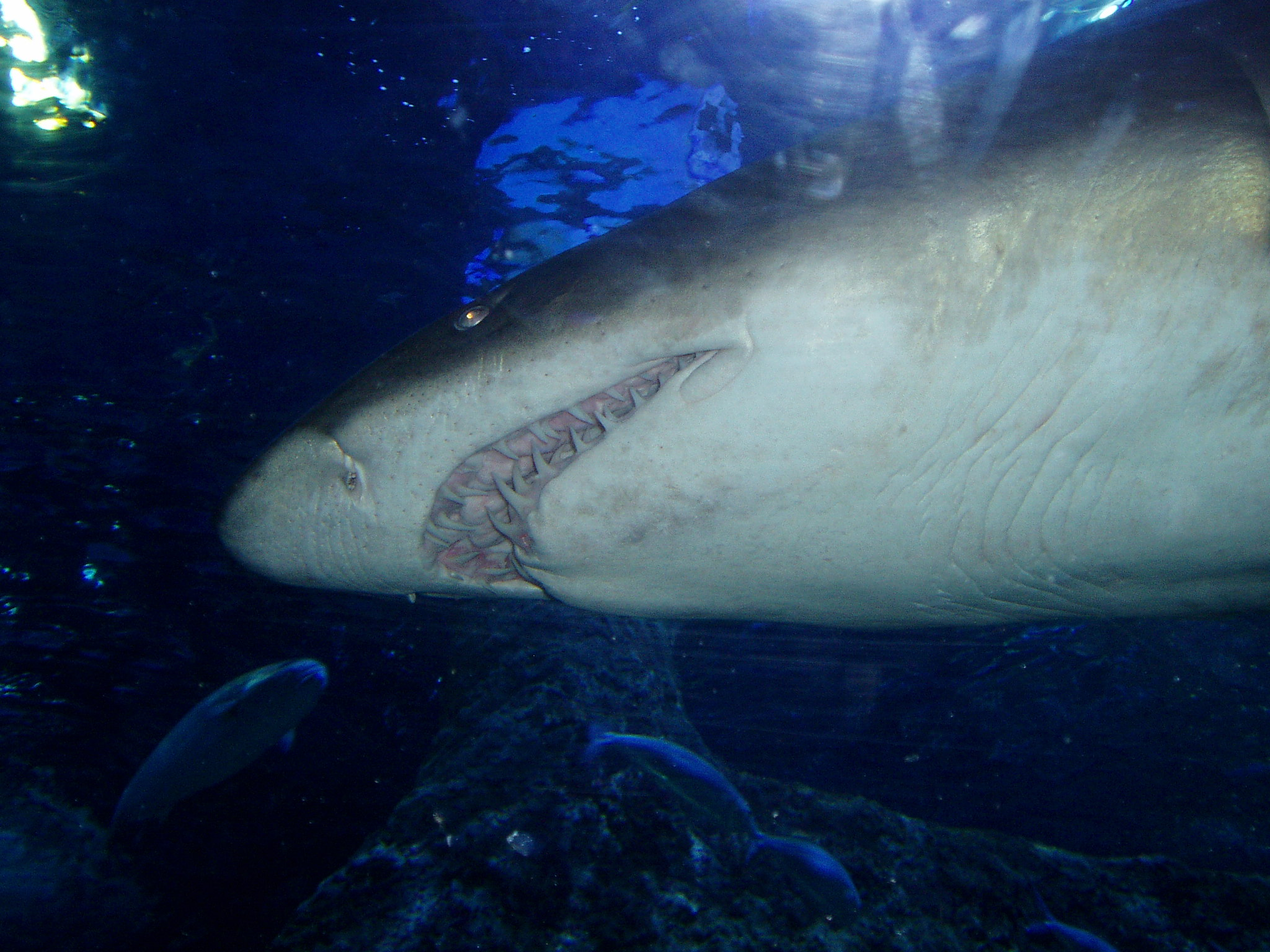
Carcharias taurus tại thủy cung